# Vizualna kultura
Vizualna kultura je veja kulturologije, ki se ukvarja s kulturnimi aspekti (modernih) podob. Izhaja iz poznega 20. stoletja in obstaja predvsem na anglo-ameriškem območju. Pogosto obravnava predvsem film in televizijo, čeprav zajema tudi videoigre, stripe, oglase in druge medije.
Pomembni avtorji te akademske smeri so W. J. T. Mitchell, Stuart Hall in Slavoj Žižek.
Vizualna kultura se povezuje v študije vizualne sociologije in vizualnih študij. Kot težišče se ponuja študentom umetnostne zgodovine, angleščine, likovne teorije, sociologije, filozofije, semiotike, vizualnih komunikacij, filmske znanosti in znanosti o medijih. Kontroverzna je debata o razlikah oziroma potrebnih razmejitvah med vizualno kulturo in umetnostno zgodovino.
Posebej zanimivi za vizualno kulturo so novi mediji in postmoderna umetnost (od začetkov fotografije naprej). Nekateri avtorji, predvsem pa James Elkins, pa poudarjajo tudi pomembnost raziskovanja naravoslovnih podob.